# Аплікація
Апліка́ція (від латини — applicatio) (накладання, пристосовування, приєднання до якоїсь поверхні) – один із різновидів декоративно-ужиткового мистецтва; вид рукоділля й ремесла; спосіб оздоблення предметів домашнього вжитку, побуту, інтер’єрів за допомогою наклеювання або нашивання на поверхню (основу) майбутнього виробу окремих деталей з різноманітних матеріалів (паперу, тканин, шкіри, соломи, шнурів тощо); виріб із накладним рисунком, виконаний таким способом. А. – один із найдавніших способів прикрашання одягу, взуття, упряжі й житла кочівників. [Архівовано 7 березня 2016 у Wayback Machine.]

## Історія
Аплікація як технологія пройшла довгий шлях використання і збагатилася різними засобами фіксації (закріплення) на різних поверхнях (нитками на тканинах, клеями на твердих поверхнях тощо). Аплікацією буде називатись і готовий виріб, створений у такий спосіб.

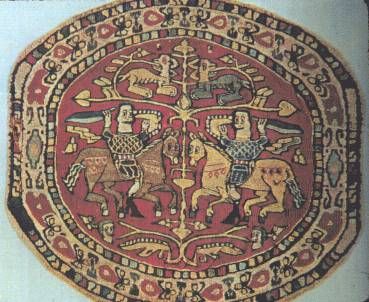
Коптський медальйон з двома вершниками, Нью-Йорк.

Аплікація (кравецька) має давні корені та використання. Кравці та ткачі виготовляли смуги тканих, вишитих орнаментів, які нашивали на одяг. Техніка кравецької аплікації, наприклад, мала широке використання в добу еллінізму в Північному Єгипті. Модними були лляні туніки з нашитими тканими медальйонами — аплікаціями. Сюжети медальйонів були різні(зображення місцевих чи грецьких богів, диких звірів, рослинні, пізніше християнські мотиви) і виготовлялися в техніці, схожій на сучасний гобелен. Посушливий клімат сприяв збереженню цих тканих аплікацій до сьогодні в похованнях. Коптскі тканини давно предмет колекціонування великими музеями світу.

## Різновиди
Аплікація може бути
- одноколірною
- багатокольоровою
- пласкою
- об'ємною
- декоративною
- абстрактною
- сюжетною тощо

За галуззю застосування
- художня

В свою чергу, за застосованими для виготовлення А. матеріалами
- - паперова
  - тканинна
  - зі шкіри
  - з природних елементів / матеріалів (кора дерев, мохи, лишайники, сухе листя, хвоя, гілочки, тощо)
- кравецька
- дизайнерська
- архітектурна
- Наукова

Аплікація (кравецька) широко використовує
- Фетр
- шнури
- Хутро
- Бісер
- окремі намистини
- стрази
- контрастні матеріали за кольором чи фактурою(вельвет, замша, шкірозамінники на джинсовій тканині) тощо.

Незвичні зразки аплікацій з використанням несподіваних матеріалів дали сучасні дизайнери в концертних сукнях та костюмах.

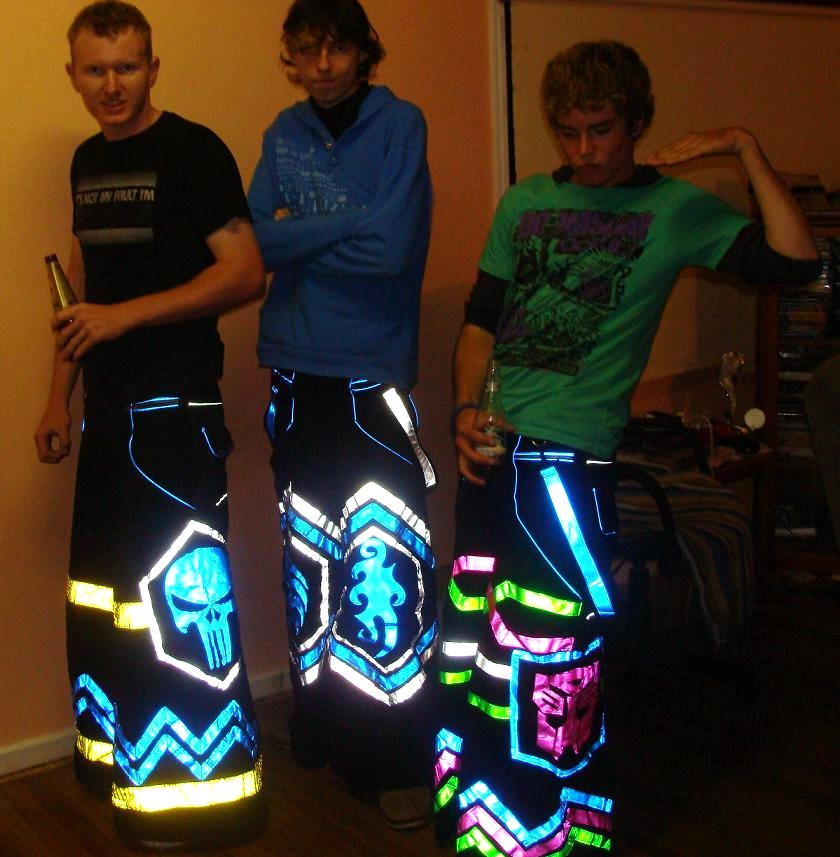

Аплікація не обов'язково має ткані матеріали. Як накладені та зафіксовані частини можуть бути частини обробленої шкіри з хутром чи без нього, золоті пластини з орнаментами чи зображеннями, стародавні монети тощо. Техніку аплікацій з золотими пластинками широко використовували скіфи. Саме завдяки непограбованим скіфським похованням можна відтворити тогочасний одяг та місця розташування золотих пластин на ньому.

## Декупаж
Декупаж － аплікація для декорування меблів, одягу та інших предметів побуту з використанням клею ПВА і спец клеїв для дерева, фанери, порцеляни ,засобів для краке, серветок чи плівок з спеціальним дизайном малюнку, фігурних компостерів, трафаретів, лаків, фарб та інших засобів для художнього декору.
Декупаж широко використовується в гончарстві, особливо в промислових масштабах. Полягає в наклеюванні одноманітних картинок із спеціального матеріалу перед поливуванням  та випалу виробів. За цією технологією виготовляється більшість сервізів, на яких ви бачите одноманітні, а нерідко абсолютно однакові картинки з оздоблення.